# Meneclés de Barca
Meneclés de Barca (Μενεκλῆς) foi um historiador grego nativo da cidade de Barca, na Cirenaica.
Pouco se sabre sobre ele, exceto que é mencionado por Ateneu. Uma obra histórica sobre Atenas (περὶ Ἀθηνῶν) poderia ser sua, mas mais provavelmente foi escrita por Calístrato. Em mudança uma obra sobre a história da Líbia foi muito provavelmente escrita por Menecles, assim como um fragmento sobre Batos V de Cirene, que sobreviveu até a contemporaneidade.
Ele é conhecido por ter comentado sarcasticamente, em referência à diáspora de intelectuais alexandrinos durante o reino de Ptolemeu VIII Fiscão, que Alexandria se tornara a educadora de gregos e bárbaros.